# Parohia St. Bernard, Louisiana
Parohia St. Bernard (în engleză Saint Bernard Parish) este o parohie (echivalent al unui comitat) din statul Louisiana, Statele Unite ale Americii.

## Demografie
|  | Graficele sunt indisponibile din cauza unor probleme tehnice. Mai multe informații se găsesc la Phabricator și la wiki-ul MediaWiki. |

Date: Wikidata - grafică realizată de Wikipedia
Format:Parohia St. Bernard, Louisiana